# 신창면
신창면(新昌面)은 대한민국 충청남도 아산시 서부에 있는 면이다. 북쪽으로는 곡교천을 두고 염치읍, 동쪽으로는 온양, 남쪽으로는 도고면과 송악면, 서쪽으로는 선장면과 접하고 있다. 낮은 산지로 이루어진 구릉지대와 평야지대로, 곡교천·삽교천 등의 하천이 흐르고 있다. 이 지역은 과거 신창군의 본거지였다.

## 연혁
| Daedongyeojido (Gyujanggak) 14-06.jpg | Daedongyeojido (Gyujanggak) 14-05.jpg |
| Daedongyeojido (Gyujanggak) 15-05.jpg | Daedongyeojido (Gyujanggak) 15-04.jpg |

- 백제 : 굴직현(屈直縣)
- 통일신라 : 기량현(祈梁縣)
- 고려 초기 : 신창현(新昌縣)
- 조선 태종 14년 : 온창군(溫昌郡)
- 조선 태종 16년 : 신창현(新昌縣)(훗날 신창군으로 명명됨.)
- 1914년 3월 1일 : 아산군 학성면(鶴城面)
- 1917년 9월 25일 : 아산군 신창면(鶴城面)
- 2003년 6월 9일 : 남성리에서 신일임대아파트 일대를 남성6리로, 샘마을아파트 일대를 남성7리로, 상아아파트 일대를 남성8리로, 성우아파트 일대를 남성9리로 분할[1]
- 2007년 5월 7일 : 남성리에서 코아루아파트 일대를 남성10리로 분할[2]
- 2008년 9월 5일 : 남성리에서 다소미아파트 일대를 남성11리로 분할[3]
- 2009년 4월 15일 : 행목리에서 친오애아파트 일대를 행목4리로, 양우내안애아파트 일대를 행목5리로 분할, 남성리에서 소화마을아파트 일대를 남성12리로, 코아루에듀파크아파트 일대를 남성13리로 분할[4]
- 2025년 : 신창읍으로 승격될 예정

## 행정 구역
| 법정리 | 한자명 | 행정리 | 비고 |
| ------ | ------ | --- | --- |
| 가내리 | 佳內里 | 가내1리, 가내2리, 가내3리                                                                                               | |
| 가덕리 | 佳德里 | 가덕1리, 가덕2리 | |
| 궁화리 | 宮華里 | 궁화1리, 궁화2리 | |
| 남성리 | 南城里 | 남성1리, 남성2리, 남성3리, 남성4리, 남성5리, 남성6리, 남성7리, 남성8리, 남성9리, 남성10리, 남성11리, 남성12리, 남성13리 | 2003년 6월 9일 남성6~9리 신설 2007년 5월 7일 남성10리 신설 2008년 9월 5일 남성11리 신설 2009년 4월 15일 남성12, 13리 신설 |
| 수장리 | 水長里 | 수장1리, 수장2리 | |
| 신곡리 | 新谷里 | 신곡1리, 신곡2리, 신곡3리                                                                                               | |
| 신달리 | 新達里 | 신달1리, 신달2리 | |
| 오목리 | 五木里 | 오목1리, 오목2리, 오목3리                                                                                               | 면행정복지센터 소재지 구 신창역                                                                                           |
| 읍내리 | 邑內里 | 읍내1리, 읍내2리, 읍내3리, 읍내4리                                                                                      | 신창면 중심지 순천향대학교                                                                                                |
| 창암리 | 昌岩里 | 창암1리, 창암2리, 창암3리                                                                                               | |
| 행목리 | 杏木里 | 행목1리, 행목2리, 행목3리, 행목4리, 행목5리                                                                             | 2009년 4월 15일 행목4, 5리 신설 신창역, 한국폴리텍4대학                                                                   |
| 황산리 | 黃山里 | 황산1리, 황산2리 | 경찰대학 |

## 주요 시설

### 공공기관
- 신창면 행정복지센터 (서부북로 631 / 오목리 2-1)
- 아산경찰서 신창파출소 (서부북로 610 / 오목리 300)
- 신창보건지소 (신달리 153-2)
- 신곡보건진료소 (신곡리 197-3)
- 농업기술센터 서부지소 (오목리 2-1)
- 농업기반공사 신창지소 (오목리 310-25)
- 읍내의용소방대 (읍내리 278)
- 신창의용소방대 (서부북로 633 / 오목리 2-1)
- 신창우체국 (서부북로 623 / 오목리 300-11)

### 학교
- 신창초등학교 (서부남로840번길 26 / 읍내리 310)
- 오목초등학교 (서부북로 547 / 오목리 310-4)
- 아산남성초등학교 (남성길 152-64 / 남성리 119-4)
- 신창중학교 (서부남로667번길 70 / 오목리 268-4)
- 순천향대학교 (순천향로 22 / 읍내리 646)
- 한국폴리텍Ⅳ대학 아산캠퍼스 (행목로 45 / 행목리 40-7)

## 아파트
| 단지명                     | 건설사                    | 시행사                            | 주소                         | 입주        | 비고     |
| -------------------------- | ------------------------- | --------------------------------- | ---------------------------- | ----------- | -------- |
| 신창 소화마을 주공         |                           | 대한주택공사                      | 신창면 남성길 116-8 (남성리) | 2008년 9월  | 국민임대 |
| 아산 코아루                | 삼두도시개발㈜            | 한국토지신탁                      | 신창면 남성길 123 (남성리)   | 2006년 1월  |          |
| 아산 코아루 에듀파크       | 새롬성원산업㈜            | 한국토지신탁                      | 신창면 온천대로 984 (남성리) | 2009년 2월  |          |
| 샘마을                     | 삼엽종합건설㈜            | 삼엽종합건설㈜                    | 신창면 남성길 85 (남성리)    | 2001년 3월  |          |
| 경희학성                   | (자)경희종합건설          | (자)경희종합건설                  | 신창면 순천향로 49 (읍내리)  | 1996년 12월 |          |
| 아산 친오애                | ㈜에스알종합건설          | ㈜에스알종합건설                  | 신창면 행목로 217 (행목리)   | 2007년 5월  |          |
| 아산 창덕에버빌            | ㈜창덕종합건설            | ㈜창덕종합건설                    | 신창면 서부북로 270 (신곡리) | 2000년 10월 |          |
| 아산 삼부르네상스 더 힐    | 삼부토건                  | ㈜대한토지신탁 ㈜삼부르네상스더힐 | 신창면 천우물로 22 (가내리)  | 2024년 2월  |          |
| 신아산 모아엘가 비스타 1차 | 모아건설산업㈜ 혜림건설㈜ | ㈜한아건설                        | 신창면 남성길 72 (남성리)    | 2023년 7월  | 민간임대 |
| 신아산 모아엘가 비스타 2차 | 모아건설산업㈜ 혜림건설㈜ | ㈜한아건설                        | 신창면 천우물로 23 (남성리)  | 2023년 12월 | 민간임대 |

## 교통 시설

### 철도
- 장항선 신창역 (행목로 50 / 행목리 346-7)

### 도로
- 국도 제21호선
- 지방도 제623호선